# Le Rieur et les Poissons
Le Rieur et les Poissons est la huitième fable du livre VIII de Jean de La Fontaine situé dans le second recueil des Fables de La Fontaine, édité pour la première fois en 1678.

## Texte de la fable
On cherche les Rieurs ; et moi je les évite.

Cet art veut sur tout autre un suprême mérite.

Dieu ne créa que pour les sots,

Les méchants diseurs de bons mots.

J’en vais peut-être en une fable

Introduire un ; peut-être aussi

Que quelqu’un trouvera que j’aurai réussi.

Un rieur était à la table

D’un Financier ; et n’avait en son coin

Que de petits poissons ; tous les gros étaient loin.

Il prend donc les menus, puis leur parle à l’oreille,

Et puis il feint à la pareille,

D’écouter leur réponse. On demeura surpris :

Cela suspendit les esprits.

Le Rieur alors d’un ton sage

Dit qu’il craignait qu’un sien ami

Pour les grandes Indes parti,

N’eût depuis un an fait naufrage.

Il s’en informait donc à ce menu fretin ;

Mais tous lui répondaient qu’ils n’étaient pas d’un âge

A savoir au vrai son destin ;

Les gros en sauraient davantage.

N’en puis-je donc, messieurs, un gros interroger ?

De dire si la compagnie

Prit goût à sa plaisanterie,

J’en doute ; mais enfin, il les sut engager

A lui servir d’un monstre assez vieux pour lui dire

Tous les noms des chercheurs de mondes inconnus

Qui n’en étaient pas revenus,

Et que depuis cent ans sous l’abîme avoient vus

Les anciens du vaste empire.
— Jean de La Fontaine, Fables de La Fontaine, Le Rieur et les Poissons, texte établi par Jean-Pierre Collinet, Fables, contes et nouvelles, Gallimard, « Bibliothèque de la Pléiade », 1991, p. 303